# حماقات ميكي (فلم رسوم متحركة)
حماقات ميكي (بالإنجليزية: Mickey's Follies) هو فيلم رسوم متحركة أمريكي قصير لـميكي ماوس، صدر لأول مرة في 28 أغسطس 1929، ضمن سلسلة أفلام ميكي ماوس. وأُخرج الفيلم على يد أب إيوركس وويلفريد جاكسون، بينما تولّى كارل ستالينغ تأليف الموسيقى. وأُنتج بواسطة استوديوهات والت ديزني، وتولّت شركة توزيعُه في دور العرض.  شكَّل هذا الفيلم عاشر أفلام ميكي ماوس القصيرة التي جرى إنتاجها، والسابع لعام 1929. 
تتناول أحداث هذا الكارتون شخصية ميكي ماوس أثناء أدائه لأغنية " ميني يوو هوو! "، التي جرى استخدامها لاحقًا كأغنية افتتاحية لجميع أفلام الكارتون الخاصة بميكي ماوس، ابتداءً من أحمق الجاز (1929) وصولًا إلى بكرة بخار ميكي (1934).
يُقدَّم صوت ميكي الغنائي من قبل موظف استوديو مجهول؛ ففي هذه الفترة المبكرة، لم يكن والت ديزني بعد المؤدي الوحيد لصوت ميكي.  

## حبكة
تستمع الحيوانات في حظيرة الماشية إلى سلسلة من الأغاني القصيرة وتشاهد رقصات تؤديها حيوانات أخرى داخل الحظيرة، مستوحاة من أسلوب عروض زيغفيلد الحماقة في ذلك الوقت. ويبدأ الفيلم بمشهد يظهر فيه ميكي ماوس وهو يعزف على البيانو برفقة مجموعة من الحيوانات. تلي ذلك سلسلة إضافية من الأغاني القصيرة وعروض الرقص. ويُختتم الفيلم بأداء منفرد يقدّمه ميكي لأغنيته الرئيسية "Minnie's Yoo-Hoo".
تشارك ميني ماوس في الجمهور إلى جانب ميكي ماوس، حيث تهتف لتشجيعه. وتضم الحظيرة مجموعة متنوعة من الحيوانات، من بينها بطات تؤدي رقصات متناسقة، ودجاجة وديك يتبادلان الضربات بإيقاع متزامن مع الموسيقى، إضافة إلى خنزير يؤدي غناءً أوبراليًا دون أن يلقى استحسان الحضور، إلى جانب العديد من حيوانات الحظيرة الأخرى التي تشارك في المشاهدة.

## استقبال

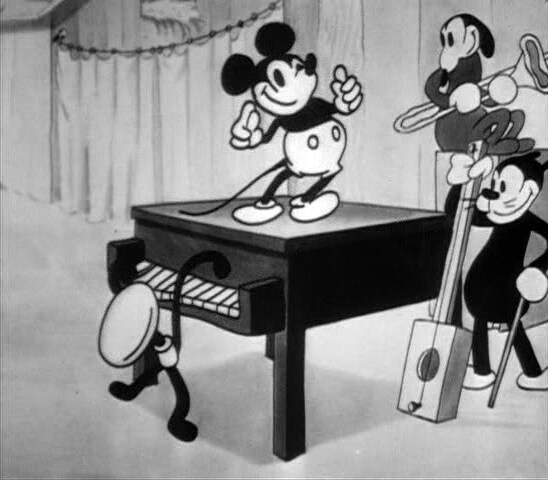
ميكي في إحدى لقطات الفيلم

ذكر جيس جروب في كتابه "أفلام ميكي: الأفلام المسرحية لميكي ماوس" أن حماقات ميكي تمثل المحاولة الجادة الثانية لشركة ديزني لمزامنة الشفاه، وذلك بعد فيلم طفل الكرنفال. ويؤدي ميكي ماوس في هذا الفيلم عددًا أكبر من المقاطع الغنائية مقارنة بالفيلم السابق، مما يجعل حركات فمه الدقيقة تمنحه تعبيرات وجه محرجة في بعض الأحيان. وفيما بعد، تمكّن الرسامون المتحركون من تخفيف حركات الفم، مما منح وجه ميكي تناسقًا أفضل دون التأثير على وهم الكلام. 